# Maggie McOmie
Maggie McOmie (geb. 29. Dezember 1941 in Los Angeles). ist eine US-amerikanische Filmschauspielerin.

## Leben
McOmie wurde in Deutschland besonders bekannt mit der Rolle der LUH in dem Science-Fiction-Film THX 1138 von George Lucas. Für diese Rolle musste sich Maggie McOmie die Haare vollkommen abschneiden lassen. Da sich keine andere Schauspielerin zu diesem Schritt bereiterklärte, wurde McOmie für die Rolle genommen.
Nach THX 1138 verfolgte McOmie ihre Filmkarriere nicht weiter und trat erst 2006 wieder vor die Kamera.